# San Andrés, San Luis Potosí
San Andrés är en ort i Mexiko.   Den ligger i kommunen Coxcatlán och delstaten San Luis Potosí, i den centrala delen av landet, 240 km norr om huvudstaden Mexico City. San Andrés ligger 216 meter över havet och antalet invånare är 361.
Terrängen runt San Andrés är huvudsakligen kuperad, men åt sydost är den platt. Runt San Andrés är det ganska tätbefolkat, med 100 invånare per kvadratkilometer. Närmaste större samhälle är Villa Terrazas, 10,8 km söder om San Andrés. I omgivningarna runt San Andrés växer huvudsakligen savannskog.